# Список країн Європи за густотою населення

Країни за густотою населення (2018р.)

Список країн Європи за густотою населення жителів на 1 км². Дані у таблиці базуються на площі, включаючи внутрішні водні ресурси (озера, річки тощо). Дані станом на 2020 рік взяті з Публікації Організації Об'єднаних Націй про густоту населення. Попри те, що європейська частина Росії складає лише 20,82 % її території, 68,3 % росіян мешкають саме у європейській частині, тому у загальних рейтингах та списках РФ включають до Європи. Європейська частина Російської Федерації складає біля третини від площі всієї Європи і займає перше місце за площею на європейському континенті.
Країни, що часто відносять до Європи (Туреччина, Кіпр, Азербайджан, Грузія, Вірменія), у статистичних даних ООН подаються у розділі про країни Західної Азії.
Курсивом вказані залежні території. Рейтинговано лише незалежні країни.

Регіони Європи за класифікацією ООН

| Рейтинг               | Країна                                | Регіон                | Населення (станом тис. жит. на 2020) | Площа (км²) | Густота населення (осіб/на км²) | Примітки                                             |
| Європа (лише суходіл) | Європа (лише суходіл)                 | Європа (лише суходіл) | 681 043 670                          | 10 186 000  | 66,86                           | з урахуванням лише європейської частини населення РФ |
| --------------------- | ------------------------------------- | --------------------- | ------------------------------------ | ----------- | ------------------------------- | ---------------------------------------------------- |
| 1                     | Монако                                | Західна Європа        | 39 242                               | 2,02        | 26 337                          |                                                      |
| —                     | Гібралтар (Велика Британія)           | Південна Європа       | 33 691                               | 6,8         | 3369                            |                                                      |
| 2                     | Ватикан                               | Південна Європа       | 801                                  | 0,44        | 2003                            |                                                      |
| 3                     | Мальта                                | Південна Європа       | 441 543                              | 315         | 1380                            |                                                      |
| —                     | Нормандські острови (Велика Британія) | Північна Європа       | 173 863                              | 195         | 915                             |                                                      |
| 4                     | Сан-Марино                            | Південна Європа       | 33 931                               | 61          | 566                             |                                                      |
| 5                     | Нідерланди                            | Західна Європа        | 17 134 872                           | 41 543      | 508                             |                                                      |
| 6                     | Бельгія                               | Західна Європа        | 11 589 623                           | 30 528      | 383                             |                                                      |
| 7                     | Велика Британія                       | Північна Європа       | 67 886 011                           | 242 910     | 281                             |                                                      |
| 8                     | Люксембург                            | Західна Європа        | 625 978                              | 2586        | 242                             |                                                      |
| 9                     | Німеччина                             | Західна Європа        | 83 783 942                           | 357 168     | 240                             |                                                      |
| 10                    | Ліхтенштейн                           | Західна Європа        | 38 128                               | 160         | 238                             |                                                      |
| 11                    | Швейцарія                             | Західна Європа        | 8 654 622                            | 41 277      | 219                             |                                                      |
| 12                    | Італія                                | Південна Європа       | 60 461 826                           | 301 308     | 206                             |                                                      |
| 13                    | Андорра                               | Південна Європа       | 77 265                               | 468         | 164                             |                                                      |
| —                     | Острів Мен (Велика Британія)          | Північна Європа       | 85 033                               | 572         | 149                             |                                                      |
| 14                    | Чехія                                 | Східна Європа         | 10 708 981                           | 78 867      | 139                             |                                                      |
| 15                    | Данія                                 | Північна Європа       | 5 792 202                            | 43 094      | 137                             |                                                      |
| 16                    | Польща                                | Східна Європа         | 37 846 611                           | 312 685     | 124                             |                                                      |
| 17                    | Молдова                               | Східна Європа         | 4 033 963                            | 33 851      | 123                             |                                                      |
| 18                    | Франція (метрополія)                  | Західна Європа        | 65 273 511                           | 543 965     | 119                             |                                                      |
| 19                    | Словаччина                            | Східна Європа         | 5 459 642                            | 49 035      | 114                             |                                                      |
| 20                    | Португалія                            | Південна Європа       | 10 196 709                           | 92 090      | 111                             |                                                      |
| 21                    | Австрія                               | Західна Європа        | 9 006 398                            | 83 871      | 109                             |                                                      |
| 22                    | Угорщина                              | Східна Європа         | 9 660 351                            | 93 028      | 107                             |                                                      |
| 23                    | Албанія                               | Південна Європа       | 2 877 797                            | 28 748      | 105                             |                                                      |
| 24                    | Словенія                              | Південна Європа       | 2 078 938                            | 20 273      | 103                             |                                                      |
| 25                    | Сербія                                | Південна Європа       | 8 737 371                            | 77 474      | 100                             |                                                      |
| 26                    | Іспанія                               | Південна Європа       | 46 754 778                           | 505 990     | 94                              |                                                      |
| 27                    | Румунія                               | Східна Європа         | 19 237 691                           | 238 391     | 84                              |                                                      |
| 28                    | Північна Македонія                    | Південна Європа       | 2 083 374                            | 25 713      | 83                              |                                                      |
| 29                    | Греція                                | Південна Європа       | 10 423 054                           | 131 957     | 81                              |                                                      |
| 30                    | Україна                               | Східна Європа         | 43 733 762                           | 603 628     | 75                              |                                                      |
| 31                    | Хорватія                              | Південна Європа       | 4 105 267                            | 56 594      | 73                              |                                                      |
| 32                    | Ірландія                              | Північна Європа       | 4 937 786                            | 70 273      | 72                              |                                                      |
| 33                    | Боснія і Герцеговина                  | Південна Європа       | 3 280 819                            | 51 197      | 64                              |                                                      |
| 34                    | Болгарія                              | Східна Європа         | 6 948 445                            | 110 879     | 64                              |                                                      |
| 35                    | Білорусь                              | Східна Європа         | 9 449 323                            | 207 600     | 47                              |                                                      |
| 36                    | Чорногорія                            | Південна Європа       | 628 066                              | 13 812      | 47                              |                                                      |
| 37                    | Литва                                 | Північна Європа       | 2 722 289                            | 65 300      | 43                              |                                                      |
| —                     | Фарерські острови (Данія)             | Північна Європа       | 53 199                               | 1393        | 35                              |                                                      |
| 38                    | Естонія                               | Північна Європа       | 1 326 535                            | 45 228      | 31                              |                                                      |
| 39                    | Латвія                                | Північна Європа       | 1 886 198                            | 64 589      | 30                              |                                                      |
| 40                    | Швеція                                | Північна Європа       | 10 099 265                           | 450 295     | 25                              |                                                      |
| 41                    | Росія                                 | Східна Європа         | 79 281 000                           | 3 447 000   | 23                              | Вказані дані європейської частини                    |
| 42                    | Фінляндія                             | Північна Європа       | 5 540 720                            | 338 145     | 18                              |                                                      |
| 43                    | Норвегія                              | Північна Європа       | 5 421 241                            | 323 802     | 15                              |                                                      |
| 44                    | Ісландія                              | Північна Європа       | 341 243                              | 103 000     | 3                               |                                                      |
| —                     | Гренландія (Данія)                    | Північна Європа       | 56 770                               | 2 166 000   | 0                               |                                                      |
| Європейський союз     | Європейський союз                     | Європейський союз     | 447 706 209                          | 4 233 255   | 106                             | Без Великої Британії                                 |

Країни, які частково в Азії, а частково у Європі: